# The Art of War (álbum de Sabaton)
The Art of War é o quarto álbum de estúdio da banda sueca de power metal Sabaton, lançado em 2008 pela Black Lodge Records.

## Produção
The Art of War foi planejado para ser o primeiro álbum conceitual da banda. As 13 faixas do álbum são referentes aos 13 capítulos do livro A Arte da Guerra de Sun Tzu. As letras das músicas são sobre batalhas ou guerras famosas, principalmente baseadas em batalhas da Primeira e Segunda Guerra Mundial.
Recitações de trechos do livro A Arte da Guerra podem ser ouvidas nas faixas "Sun Tzu Says", "The Art of War", "Unbreakable", "The Nature of Warfare", "Cliffs of Gallipoli", "Union (Slopes of St. Benedict)", "The Price of a Mile", "Firestorm" e "A Secret". Estas citações foram coletadas da versão em audiolivro produzida pela LibriVox, que segue a tradução para o inglês feita por Lionel Giles.

## Faixas
| N.º            | Título                           | Tema                                                                       | Duração |  |
| 1.             | "Sun Tzu Says"                   | As duas primeiras frases do livro A Arte da Guerra, por Sun Tzu            | 0:24    |  |
| 2.             | "Ghost Division"                 | A Divisão Fantasma de Erwin Rommel                                         | 3:51    |  |
| 3.             | "The Art of War"                 | "Estratégia Ofensiva", o terceiro capítulo de A Arte da Guerra             | 5:09    |  |
| 4.             | "40:1"                           | Batalha de Wizna                                                           | 4:11    |  |
| 5.             | "Unbreakable"                    | Guerrilhas                                                                 | 5:58    |  |
| 6.             | "The Nature of Warfare"          | "Fraquezas e forças", o sexto capítulo de A Arte da Guerra                 | 1:19    |  |
| 7.             | "Cliffs of Gallipoli"            | A Campanha de Galípoli                                                     | 5:52    |  |
| 8.             | "Talvisota"                      | A Guerra de Inverno                                                        | 3:32    |  |
| 9.             | "Panzerkampf"                    | A batalha de Kursk a partir da perspectiva soviética                       | 5:16    |  |
| 10.            | "Union (Slopes of St. Benedict)" | Batalha de Monte Cassino a partir da perspectiva aliada                    | 4:05    |  |
| 11.            | "The Price of a Mile"            | A Batalha de Paschendale e as matanças da Primeira Guerra Mundial em geral | 5:56    |  |
| 12.            | "Firestorm"                      | Os Bombardeios estratégicos da Segunda Guerra Mundial                      | 3:26    |  |
| 13.            | "A Secret"                       | Um encerramento humorístico sobre a pirataria musical                      | 0:38    |  |
| Duração total: | Duração total:                   | Duração total:                                                             | 49:54   |  |

| N.º            | Título                                                   | Tema                                                              | Duração |  |
| 14.            | "Swedish Pagans"                                         | Vikings                                                           | 4:13    |  |
| 15.            | "Glorious Land"                                          | Fala sobre as forças militares defendendo suas terras e sua nação | 3:19    |  |
| 16.            | "The Art of War"                                         | Versão Demo                                                       | 4:48    |  |
| 17.            | "Swedish National Anthem (Live at Sweden Rock Festival)" | Hino nacional sueco                                               | 2:34    |  |
| Duração total: | Duração total:                                           | Duração total:                                                    | 14:54   |  |

## Outras versões
The Art of War foi lançado em três versões diferentes, uma edição padrão contendo apenas o CD, uma edição em vinil e uma edição limitada, contendo o CD e uma cópia do livro A Arte da Guerra por Sun Tzu.
Em 2021, no aniversário de 13 anos do álbum, a banda relançou o álbum com todas as faixas originais em vídeo.

## Recepção
O álbum recebeu críticas geralmente positivas. A faixa título foi incluída na trilha sonora do jogo Europa Universalis IV. Já a canção 40:1, que fala da Batalha de Wizna, onde 720 militares poloneses enfrentaram mais de 40 mil soldados nazistas, fez especial sucesso na Polônia. 40:1 também foi utilizada como tema de entrada para o lutador de MMA Damian Grabowski. A faixa Ghost Division tornou-se notória por frequentemente ser a primeira música tocada nas performances ao vivo da banda.
| Críticas profissionais | Críticas profissionais |
| Avaliações da crítica  | Avaliações da crítica  |
| Fonte                  | Avaliação              |
| ---------------------- | ---------------------- |
| Allmusic               | [ 7 ]                  |
| Jukebox:Metal          | [ 8 ]                  |
| Metal Storm            | [ 9 ]                  |
| BraveWords             | [ 10 ]                 |

| Tabela musical (2008-2012) | Melhor posição |
| -------------------------- | -------------- |
| Suécia (Sverigetopplistan) | 5              |

## Créditos
- Joakim Brodén – Vocais
- Rickard Sundén – Guitarras
- Oskar Montelius – Guitarras
- Pär Sundström – Baixo
- Daniel Mullback – Bateria
- Daniel Mÿhr – Teclado